# Cam Ranh Lufthavn

Cam Ranh Lufthavn (IATA:CXR, ICAO:VVCR) ligger på Cam Ranh, Vietnam.

## Terminaler
- Pacific Airlines (Ho Chi Minh-byen, Hanoi)
- Vietnam Airlines (Hanoi, Ho Chi Minh-byen, Da Nang)

| Luftfart | Spire Denne artikel om flyvning er en spire som bør udbygges. Du er velkommen til at hjælpe Wikipedia ved at udvide den. |